# مؤشر الضغط الكاحلي العضدي
بالإنكليزية ((Ankle Brachial Index (ABI) : يتم الحصول على مؤشر الضغط الانسدادي بقياس ضغط الدم في الساعدين والرجلين باستخدام الدوبلر . يستفاد منه بتقييم درجة مرض الشريان المحيطي (باد).

## طريقة التطبيق
يجب على المريض الإستلقاء لمدة 10 دقائق ومن بعدها يتم عملية قياس ضغط الدم العلوي فقط في اليدين والرجلين بواسطة مقياس ضغط الدم والدوبلر .

## تقييم النتائج
يتم حساب المؤشر باستخدام العلاقة التالية :
{\displaystyle ABPI_{Leg}={\frac {P_{Leg}}{P_{Arm}}}}
ABI ( مؤشر الضغط الانسدادي) = ضغط الدم العلوي في الرجلين ÷ ضغط الدم العلوي في الساعدين .
- قيم النسبة من 0,9- 1,3 يعد طبيعي .
- أقل من 0,9 يعطي مؤشر على ضعف في التروية في الأطراف .
- أقل من 0,5 مؤشر على تقرح في القدمين بسبب مرض الشريان المحيطي المتقدم .
- أكثر من 1,3 يعطي مؤشر على تصلب طبقة العضلات في الشرايين (Mediasklerose) وهذا يلاحظ عند مرضى السكري .

كلما كانت قيمة المؤشر صغيرة كلما كانت حالة مرض الشريان المحيطي (باد) سيئة أكثر.